# Bresse-kyckling

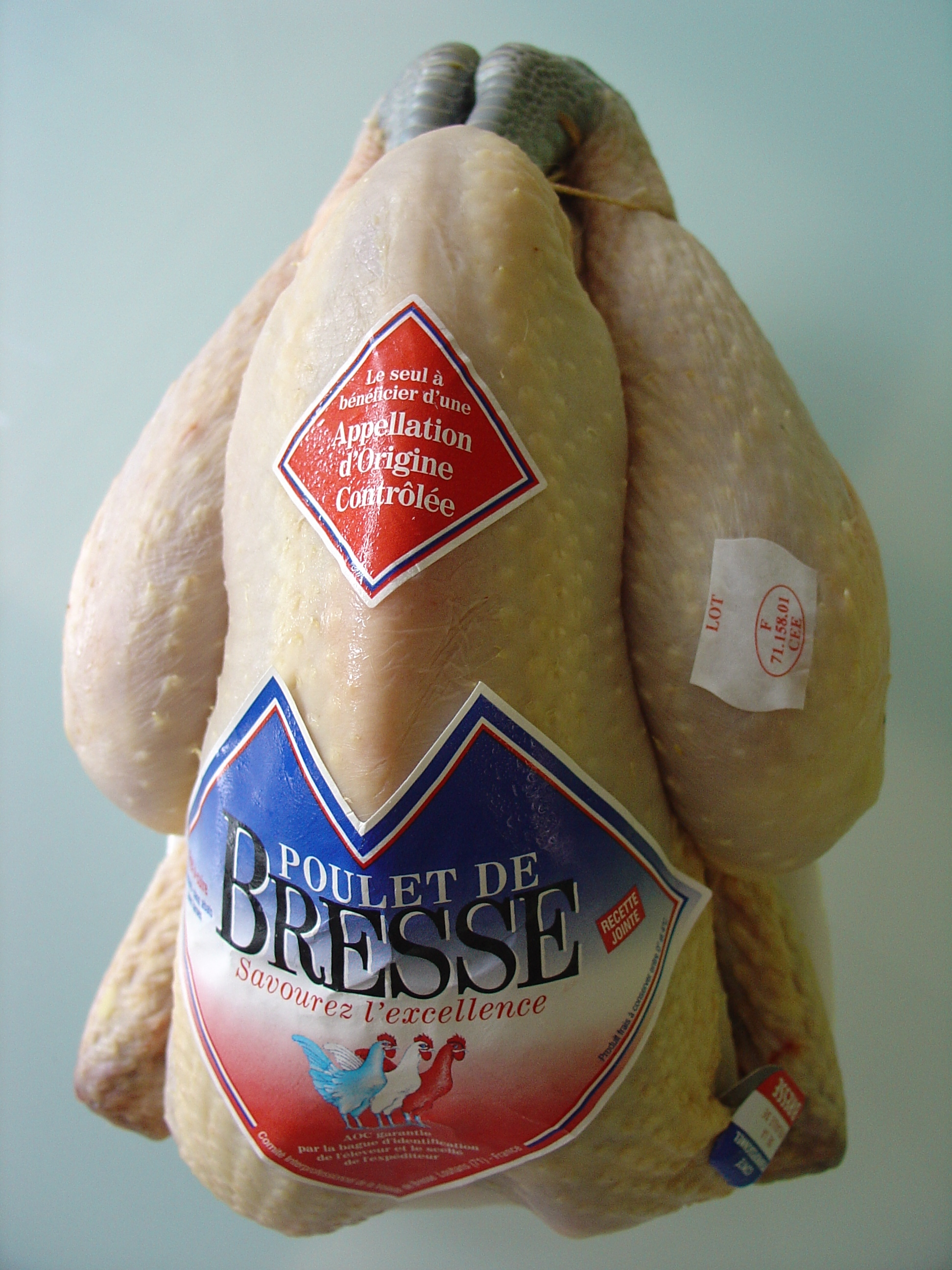
En Bresse-kyckling

Bresse-kyckling är en fransk namnskyddad matprodukt med egen appellation (AOC) på samma sätt som till exempel champagne.  Bresse är ett distrikt i östra Frankrike och det finns ca 200 uppfödare som måste följa kvalitetsreglerna strikt. Före slakt får kycklingen särskilt foder för att öka fetthalt och berika smaken. Priset på marknaden kan vara dubbelt så högt som för andra kycklingar. 
Samma ras av kyckling med hög kvalitet från andra distrikt föds också upp, men kan inte få AOC-märkningen på samma sätt som att champagne där något moment i framställningen inte uppfylls bara får säljas under beteckningen Crémant.